# Tumba de Carrie Eliza Getty
La tumba de Carrie Eliza Getty, ubicada en el cementerio de Graceland en Chicago, Illinois, Estados Unidos, fue encargada en 1890 por el magnate de la madera, Henry Harrison Getty, para su esposa, Carrie Eliza. Fue diseñado por el destacado arquitecto estadounidense Louis Sullivan de la firma Adler & Sullivan. Getty se familiarizó con el trabajo de Sullivan a partir de los diversos proyectos del distrito del Loop de Chicago del arquitecto, así como del mausoleo (también en Graceland) que Sullivan diseñó para el difunto socio de Getty, Martin Ryerson.

## Historia
Se ha dicho que la Tumba de Getty es la pieza arquitectónica más significativa en el cementerio de Graceland y el comienzo de la participación de Sullivan en el estilo arquitectónico conocido como la Escuela de Chicago.
La tumba, que se encuentra en su propio terreno triangular, está compuesta por una construcción de mampostería de piedra caliza. Aproximadamente en forma de cubo, la mitad inferior de la tumba está compuesta de grandes bloques de piedra caliza lisos. La mitad superior está compuesta por un patrón rectangular de octágonos, cada uno con un diseño de estrella de ocho puntas. La cornisa tiene bandas de piedra caliza lisa sobre intrincados patrones en espiral debajo, y el borde superior de la línea del techo es recto y horizontal en la parte delantera y trasera y festoneado de forma cóncava en los lados.
Al acercarse a la tumba, el foco obvio es la entrada ornamentada. Una puerta y una puerta de bronce intrincadamente ornamentadas, patinadas de verde con el tiempo, están atravesadas por un amplio arco semicircular. Las dovelas, que emanan radialmente en cuñas largas y delgadas, comparten bandas concéntricas alternas, lisas e intrincadamente talladas. Las puertas gemelas, así como la puerta detrás, comparten una combinación de detalles geométricos y florales que incorporan el estallido de estrellas que se ve en las paredes superiores estampadas. Los otros tres lados de la tumba albergan ventanas semicirculares revestidas de bronce que imitan el arco y los detalles de la puerta del frente. Un molde de yeso de la puerta se exhibió en la Exposición de París de 1900, donde ganó un premio Sullivan.
Henry se unió a su esposa en la tumba poco después de su muerte en París, Francia, el 31 de marzo de 1919 (fecha según su obituario en el Chicago Daily Tribune, publicado el 2 de abril de 1919). Su única hija, Alice, fue agregada en 1946. El 10 de marzo de 1971, la tumba fue designada como Monumento Histórico de Chicago por la Comisión de Monumentos Históricos de Chicago.

## Galería

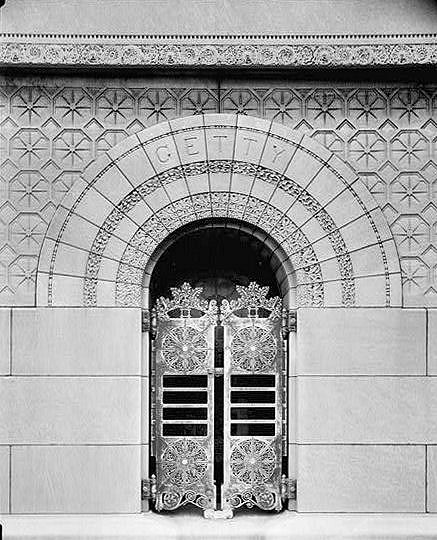
La tumba en los archivos HABS
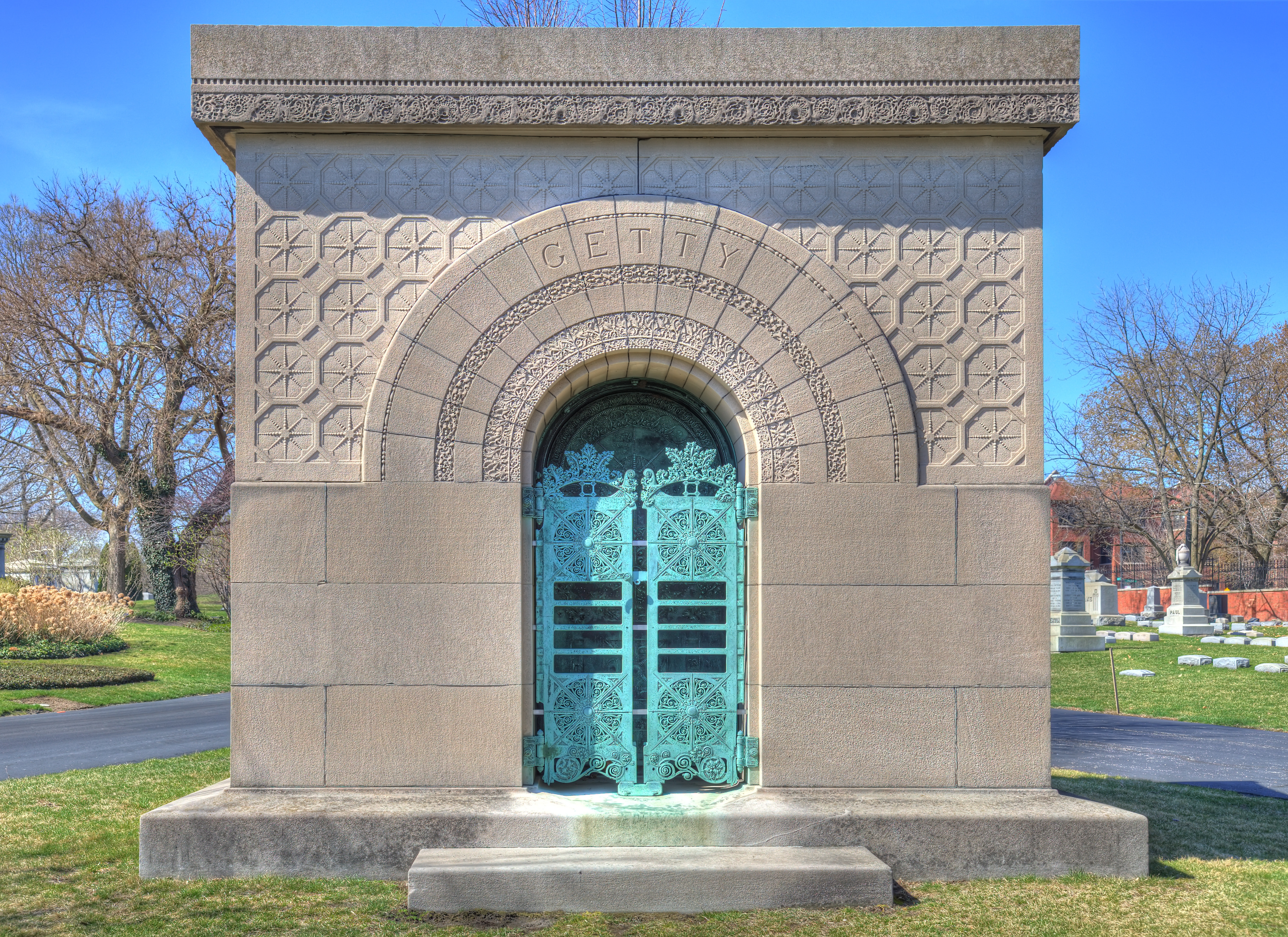
Vista frontal
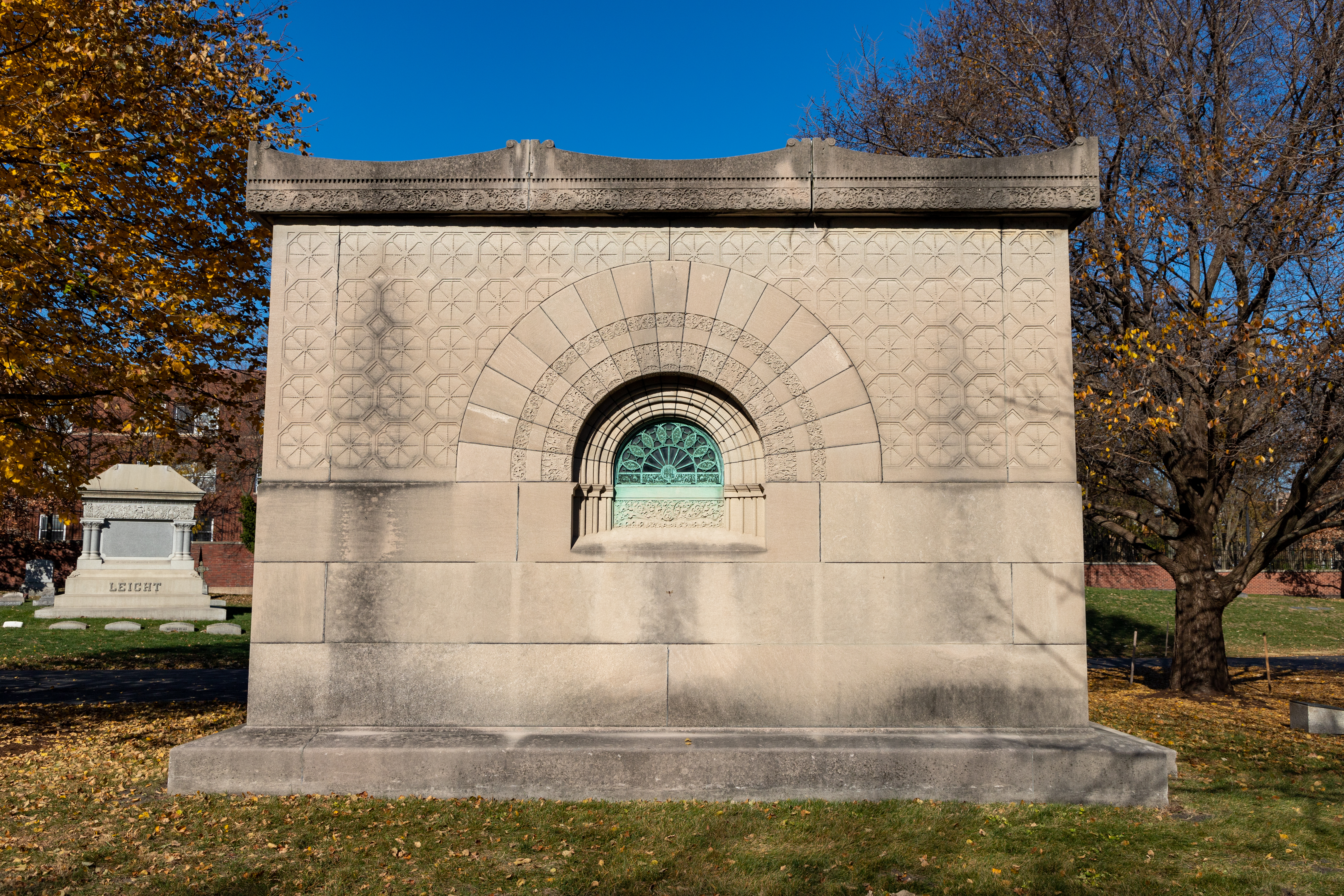
Vista lateral
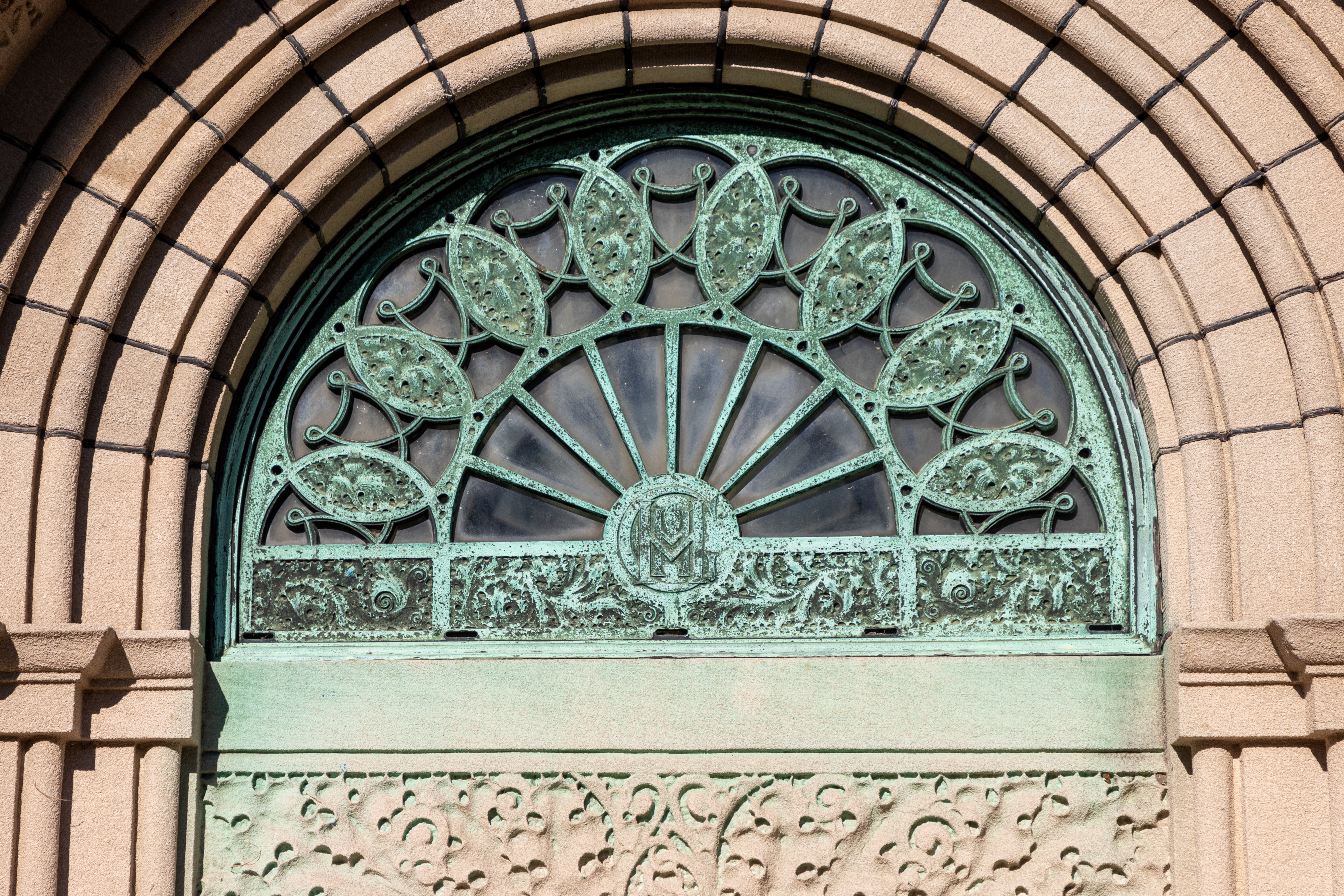
Ventana lateral